# نقاشان اسکاگن

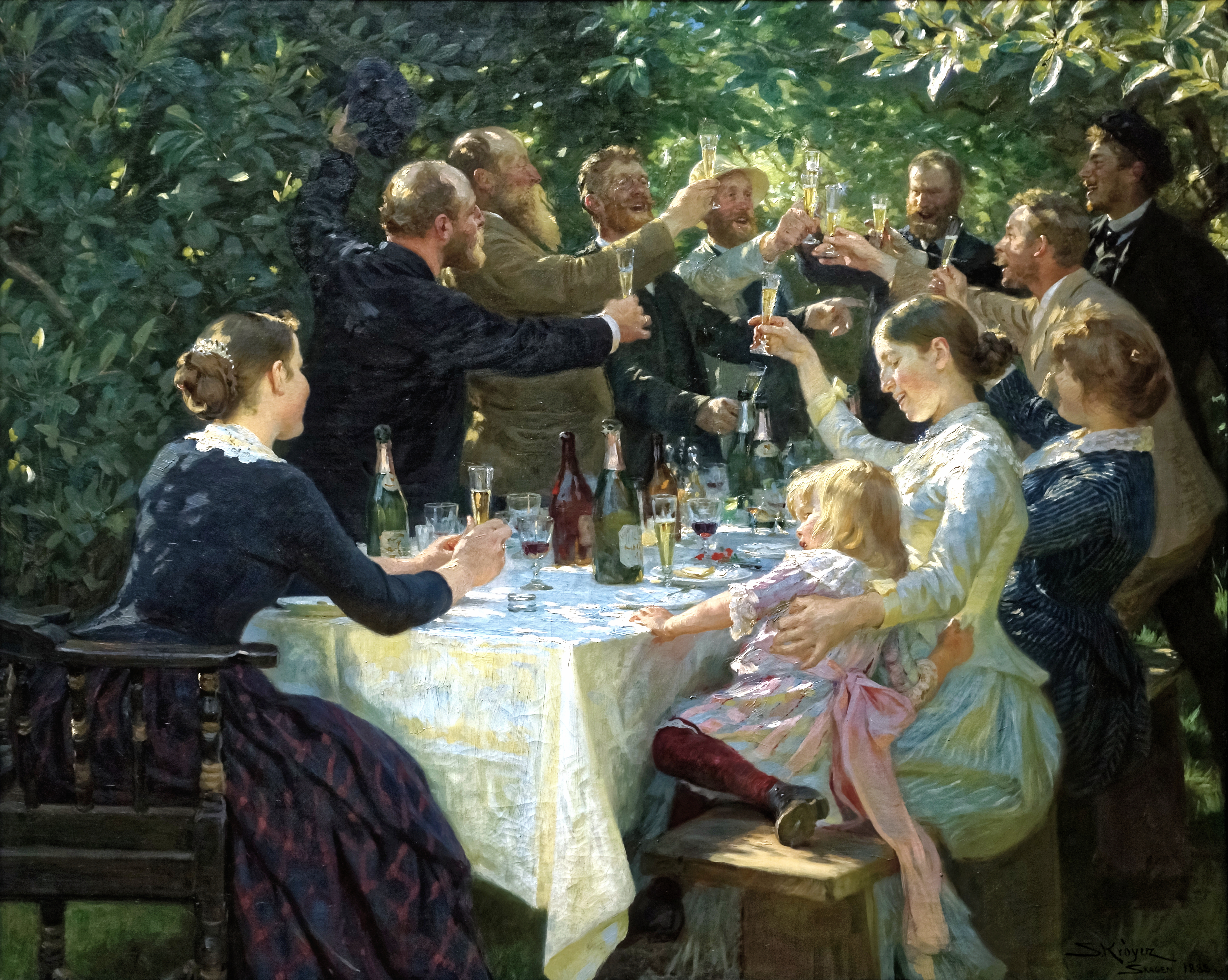
هیپ، هیپ، هورا!، نام یک نقاشی رنگ‌روغن در ژانر چهره‌نگاری است که در سال ۱۸۸۸ میلادی، توسط پیدر سورین کرویر، نقاش برجستهٔ دانمارکی کشیده‌شد. این اثر اعضای «انجمن نقاشان اسکاگن» را در لحظهٔ نوش به سلامتی به‌تصویر کشیده‌است. این اثر اکنون در مالکیت موزه هنر گوتنبرگ (en) قرار دارد.

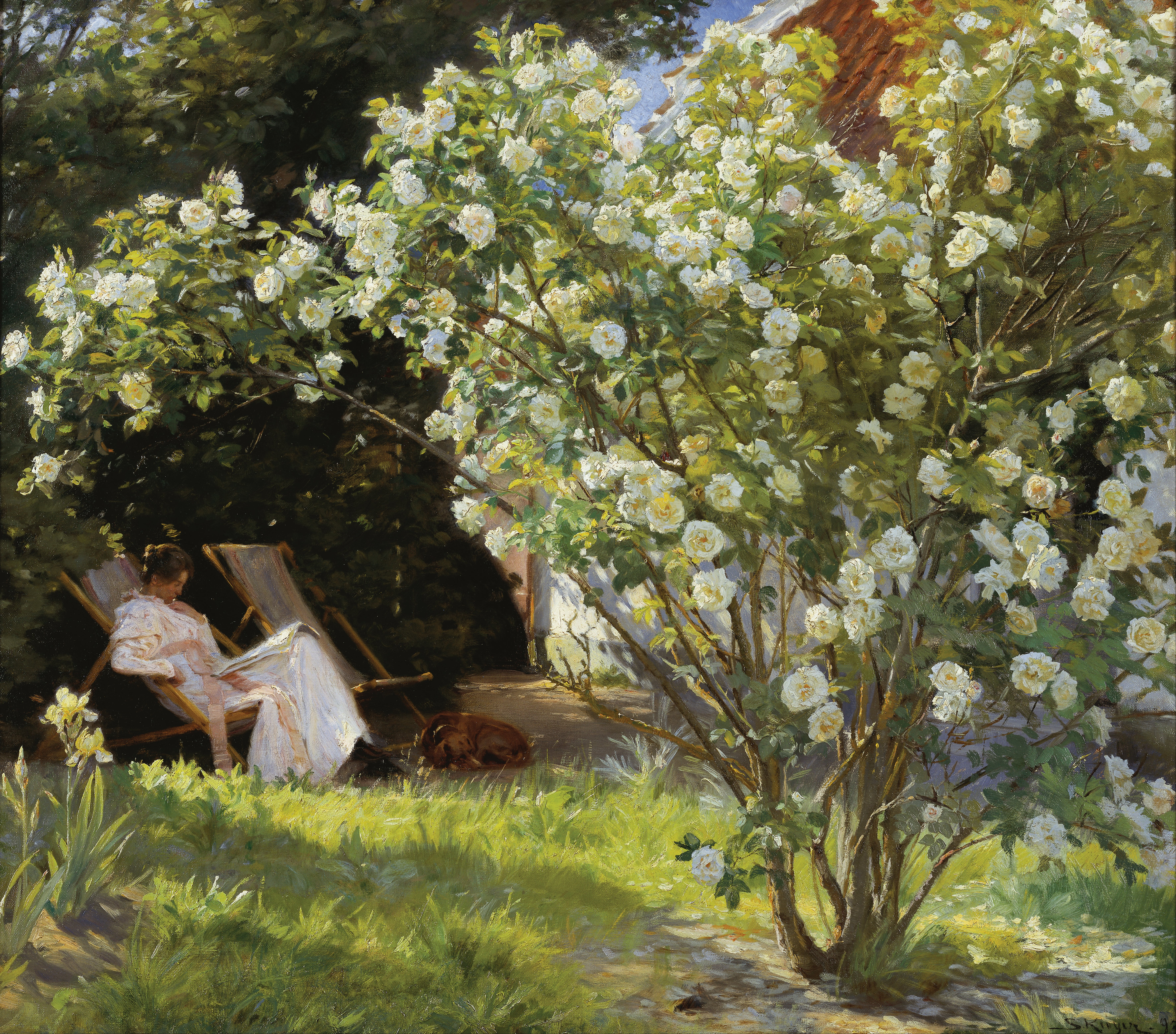
گل‌های رُز، اثر پیدر سورین کرویر از نقاشان اسکاگن.

عصر تابستان در ساحل اِسکاگن - نقاش و همسرش، نقاشی به‌سال ۱۸۹۹ میلادی توسط نقاش دانمارکی، پیدر سورین کرویر است که نقاش را به‌همراه همسرش ماری و سگ‌شان در ساحل مهتابی به تصویر کشیده‌است. از این اثر به‌عنوان یکی از بهترین نقاشی‌های شناخته‌شدهٔ نقاشان اسکاگن یاد می‌شود. در اثر، کرویر به‌همراه همسرش ماری و سگش رپ قدم می‌زند در ساحل در مهتاب به تصویر می‌کشد.

نگارگران اسکاگن گروهی از هنرمندان اهل اسکاندیناوی بودند که از اواخر دهه ۱۸۷۰ میلادی تا پایان سده نوزدهم برای نقاشی کردن، در شهر اسکاگن (شمالی‌ترین نقطه دانمارک) جمع می‌شدند. این منطقه در فصل تابستان به دلیل داشتن مناظر زیبا و کیفیت نور مورد توجه نقاشان شمال اروپا قرار داشت. زیرا چشم اندازهای مناسبی برای سبک نقاشی در هوای آزاد به شمار می‌رفت. از این نقاشان می‌توان پیدر سورین کرویر، کریستین کروگ، آنا آنکر و مایکل آنکر را نام برد. رهبر غیر رسمی گروه پیدر سورین کرویر بود.

## نگارخانه

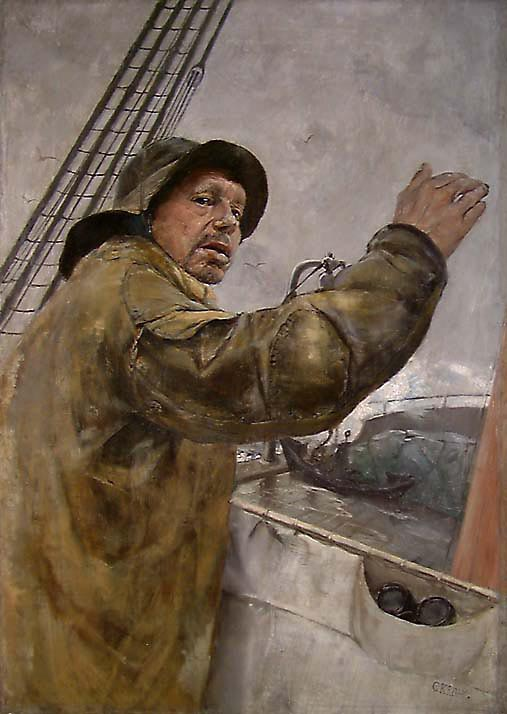
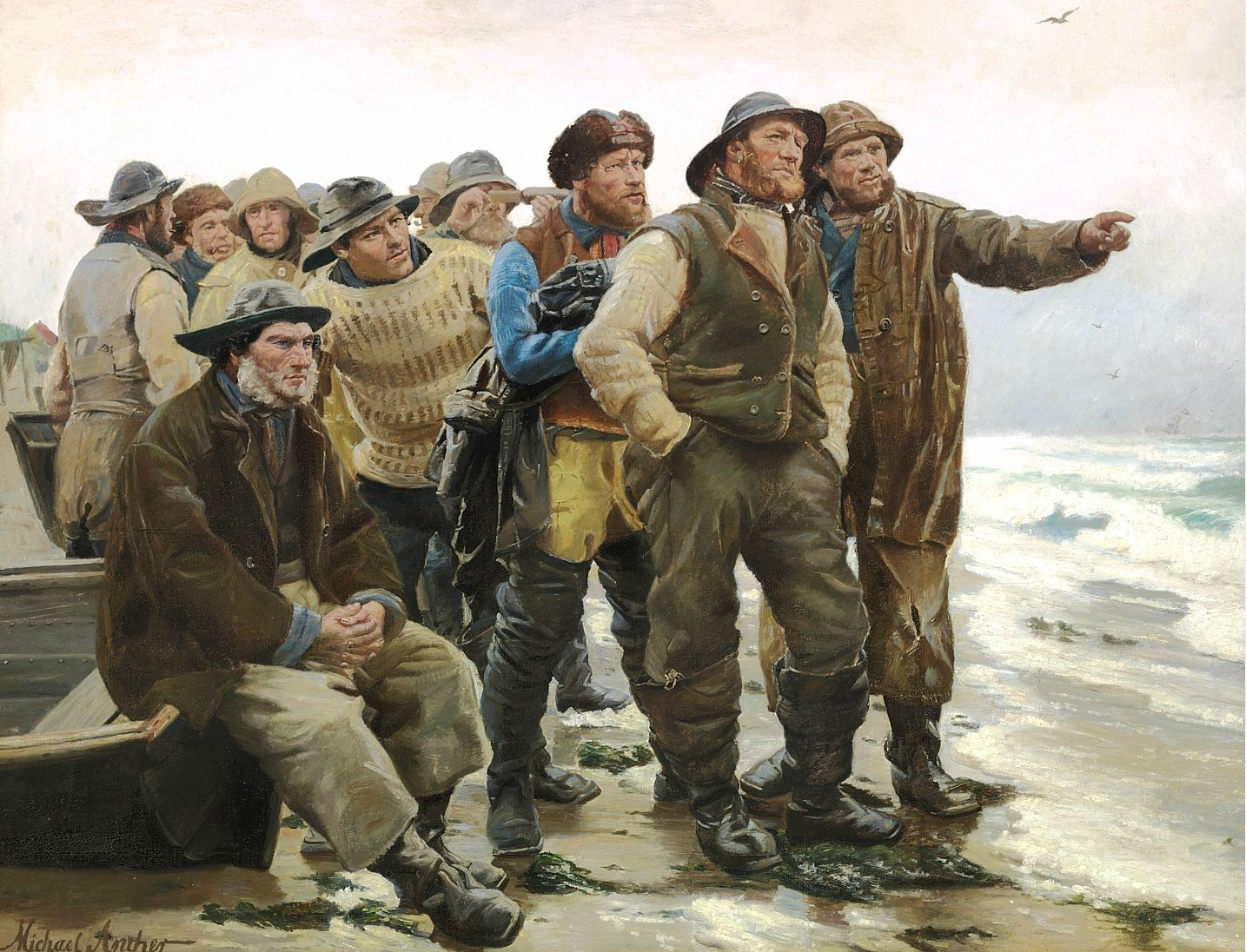
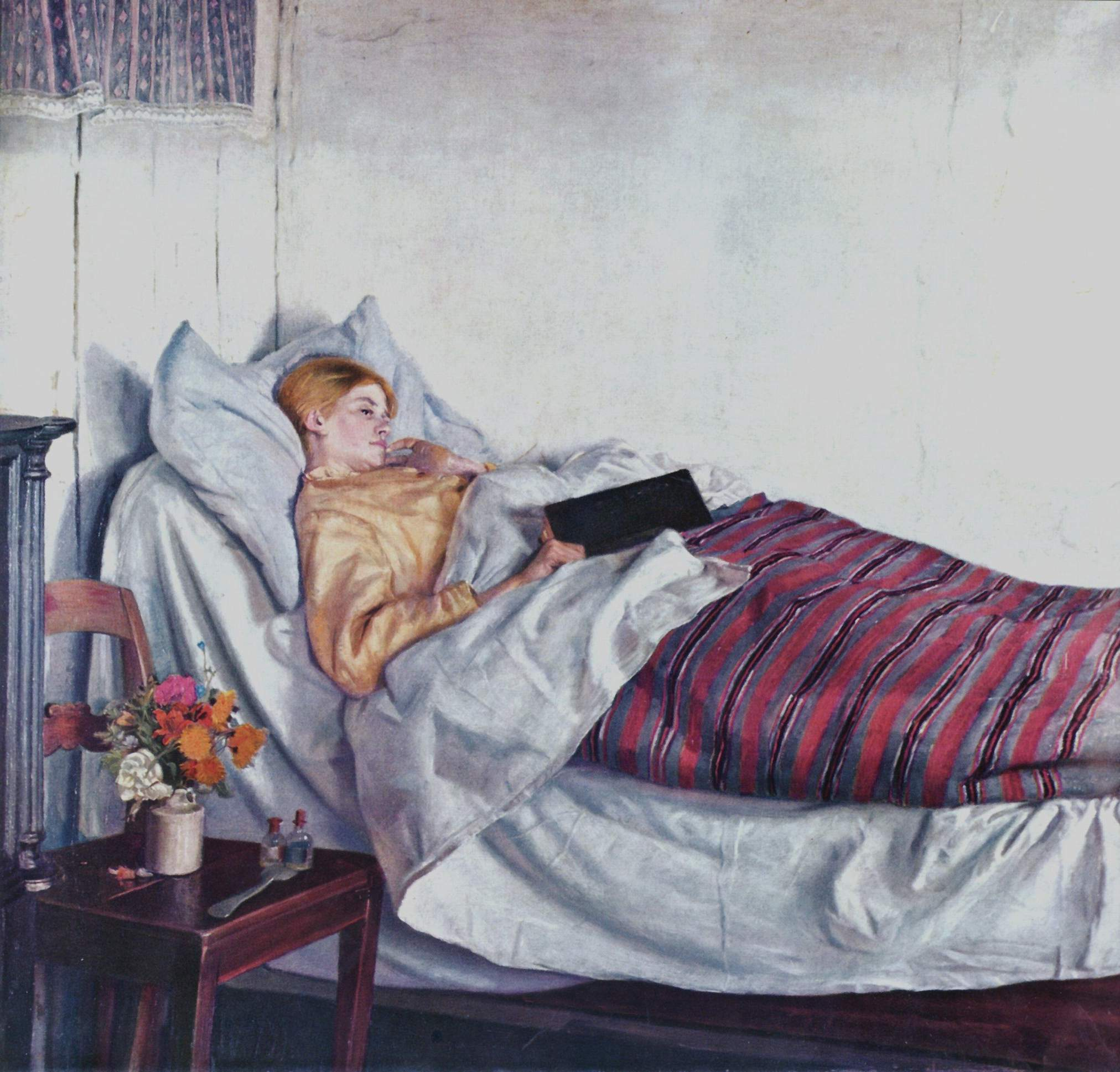
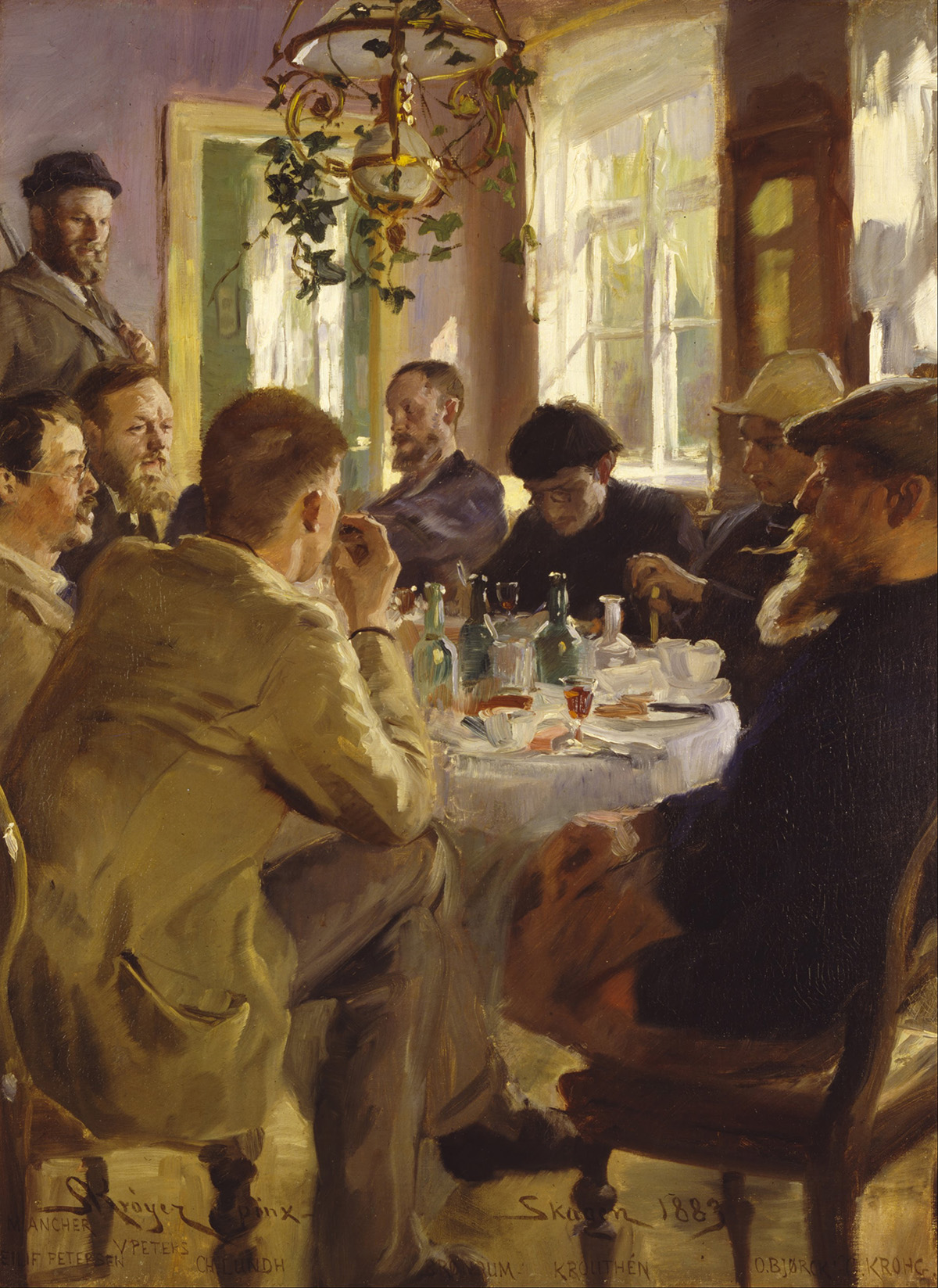
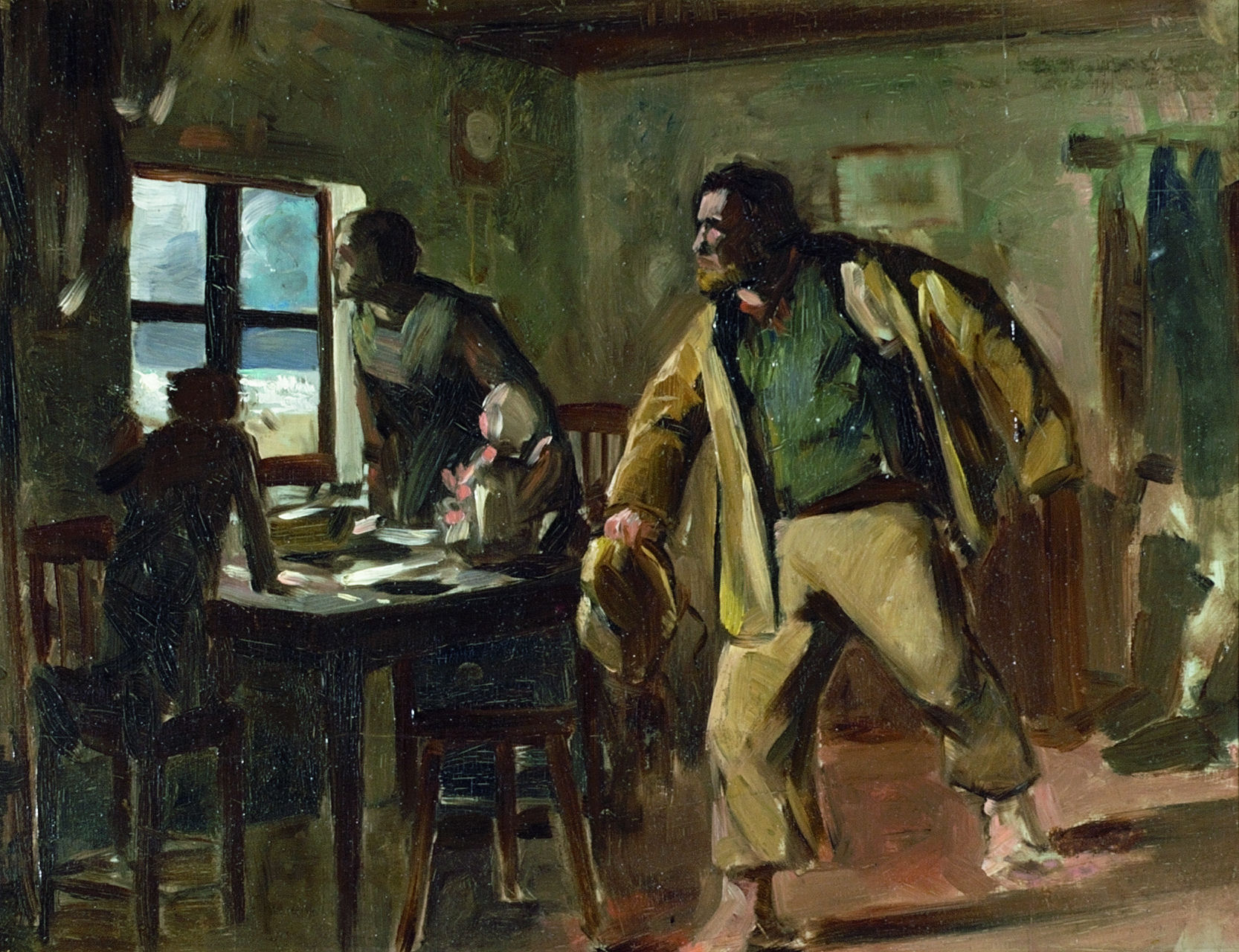
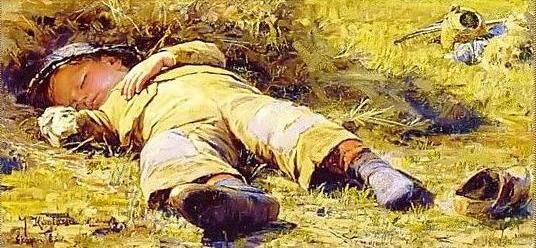
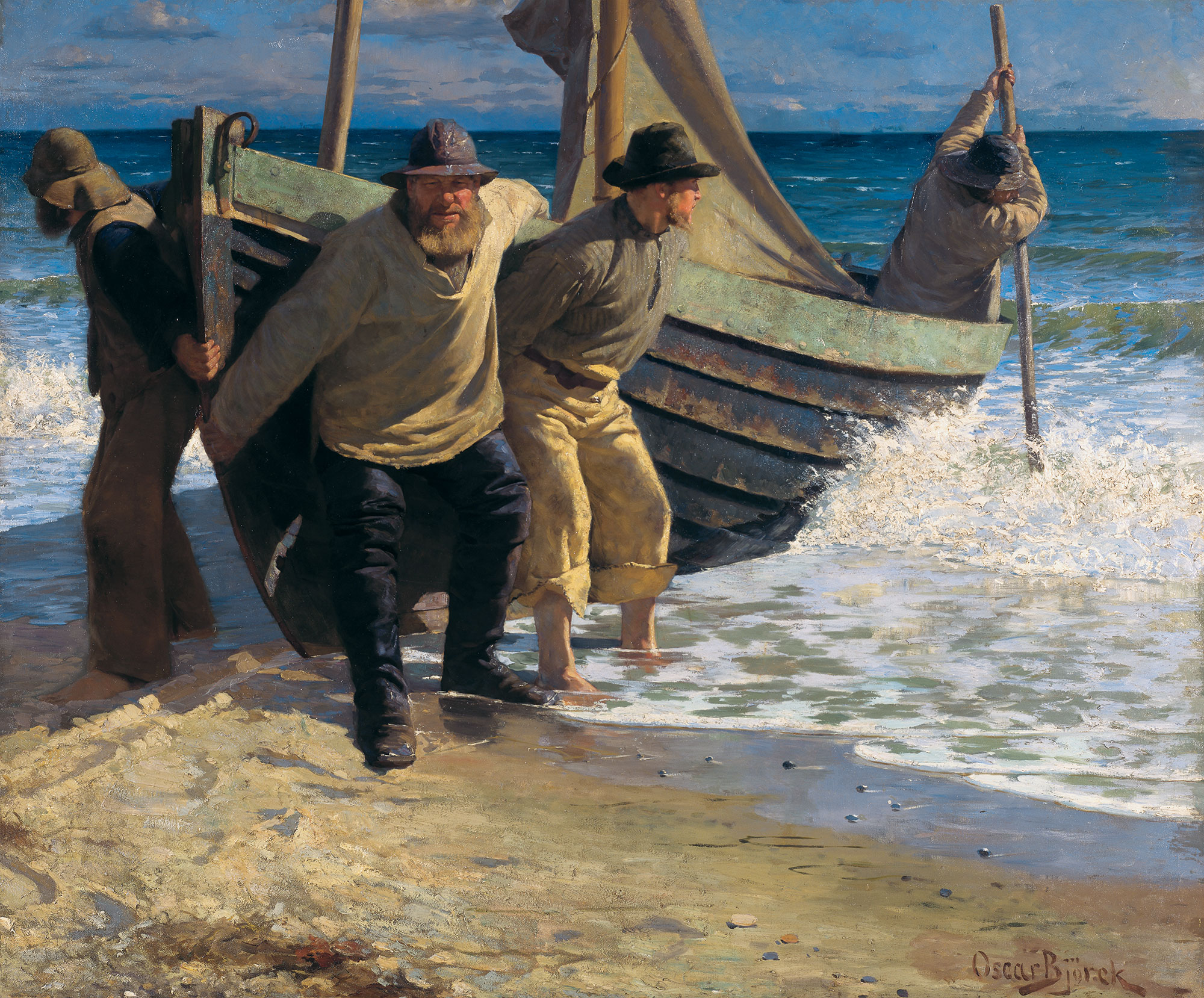
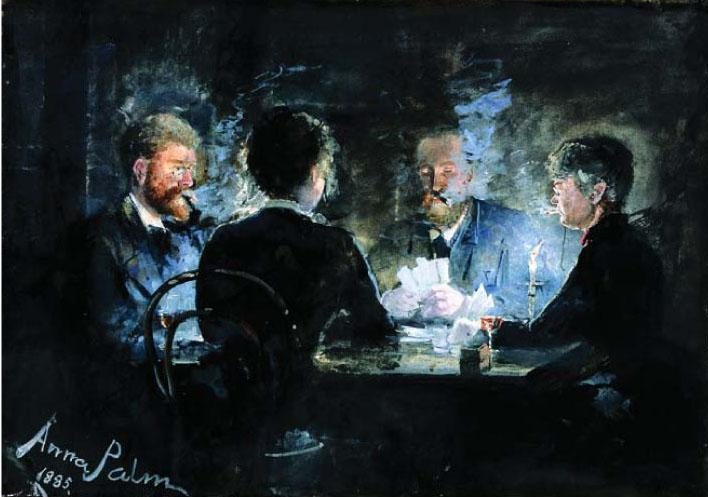
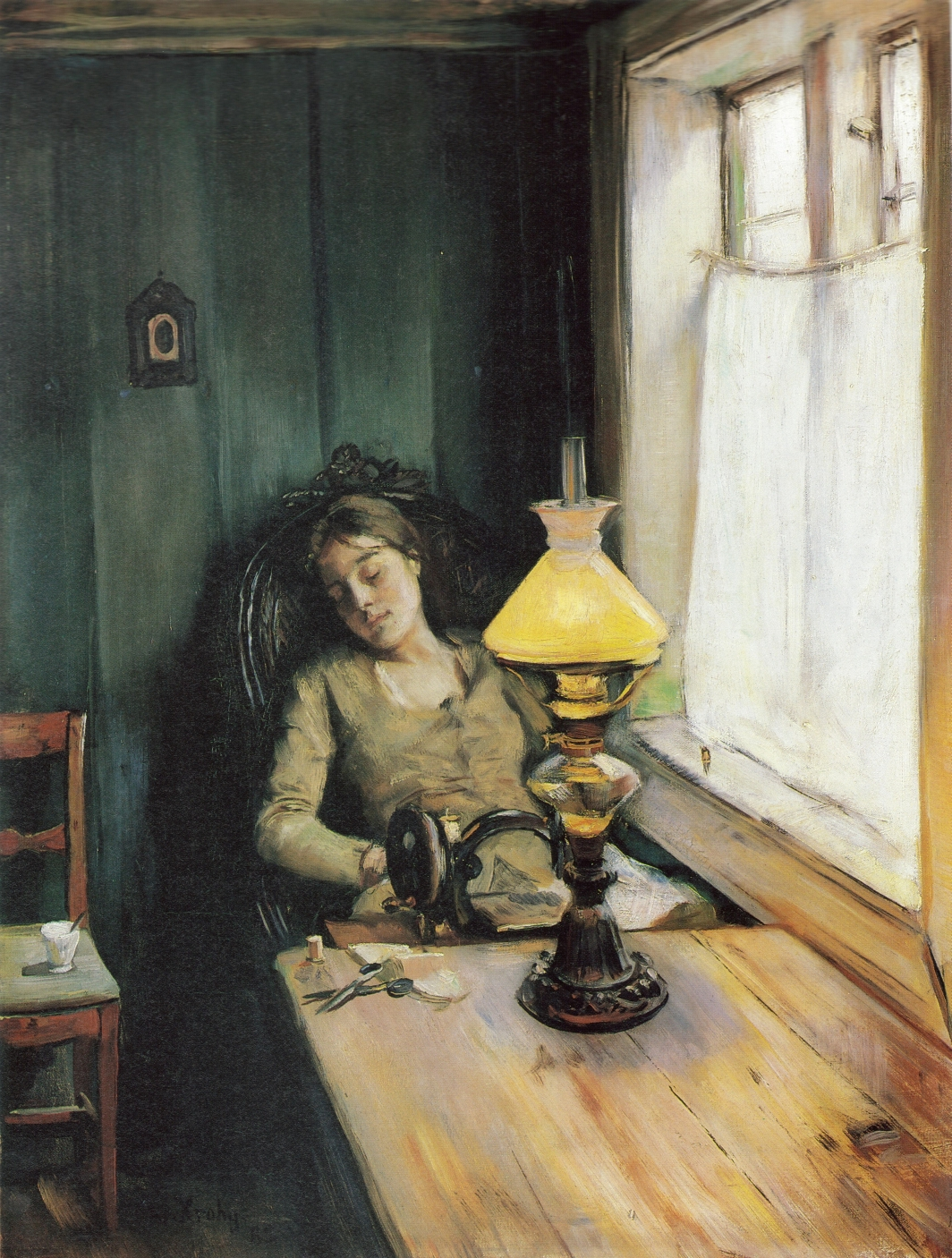
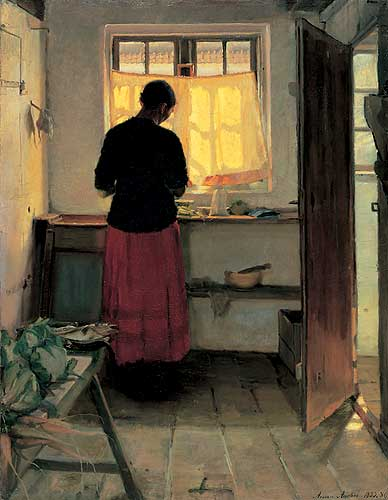
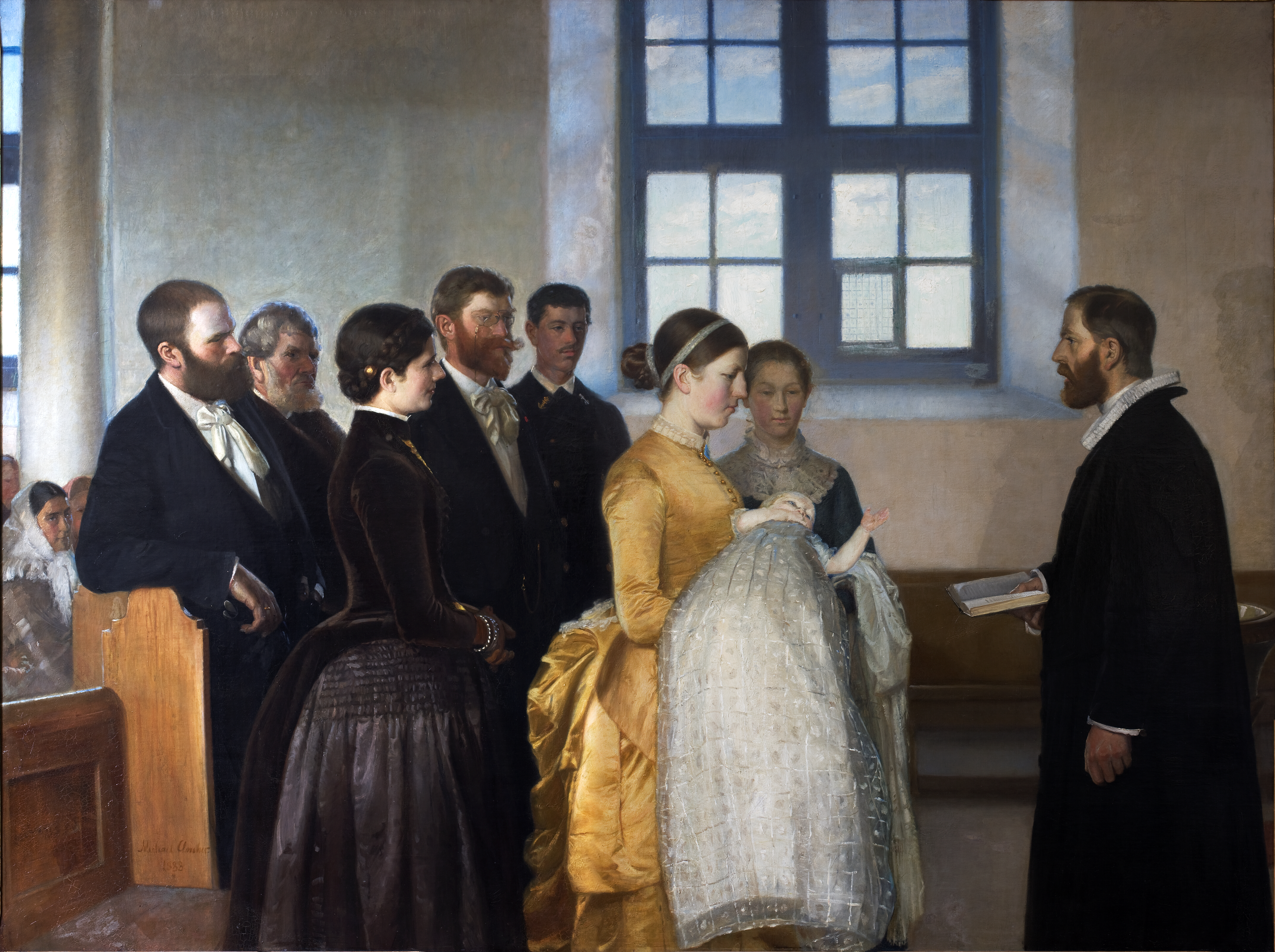
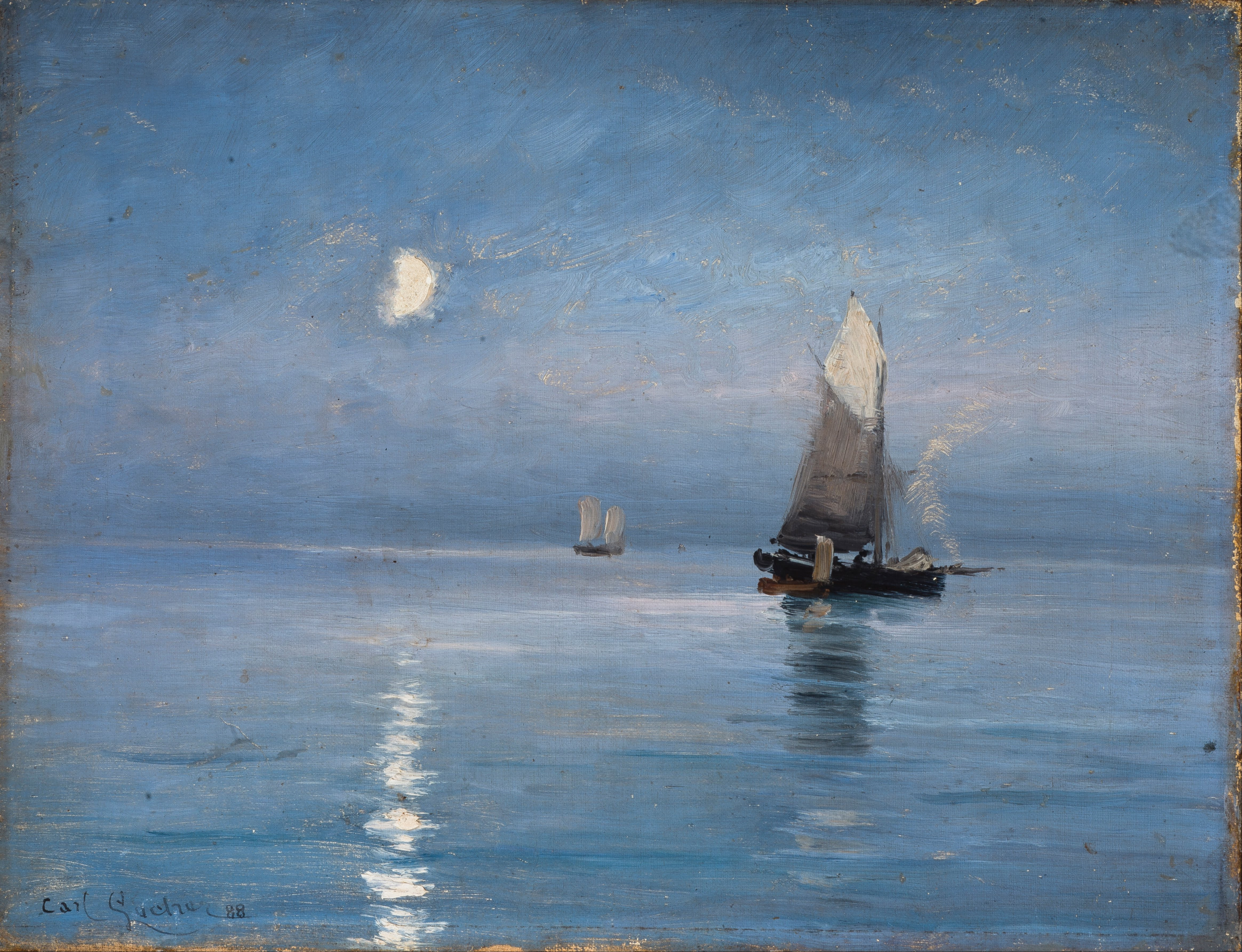
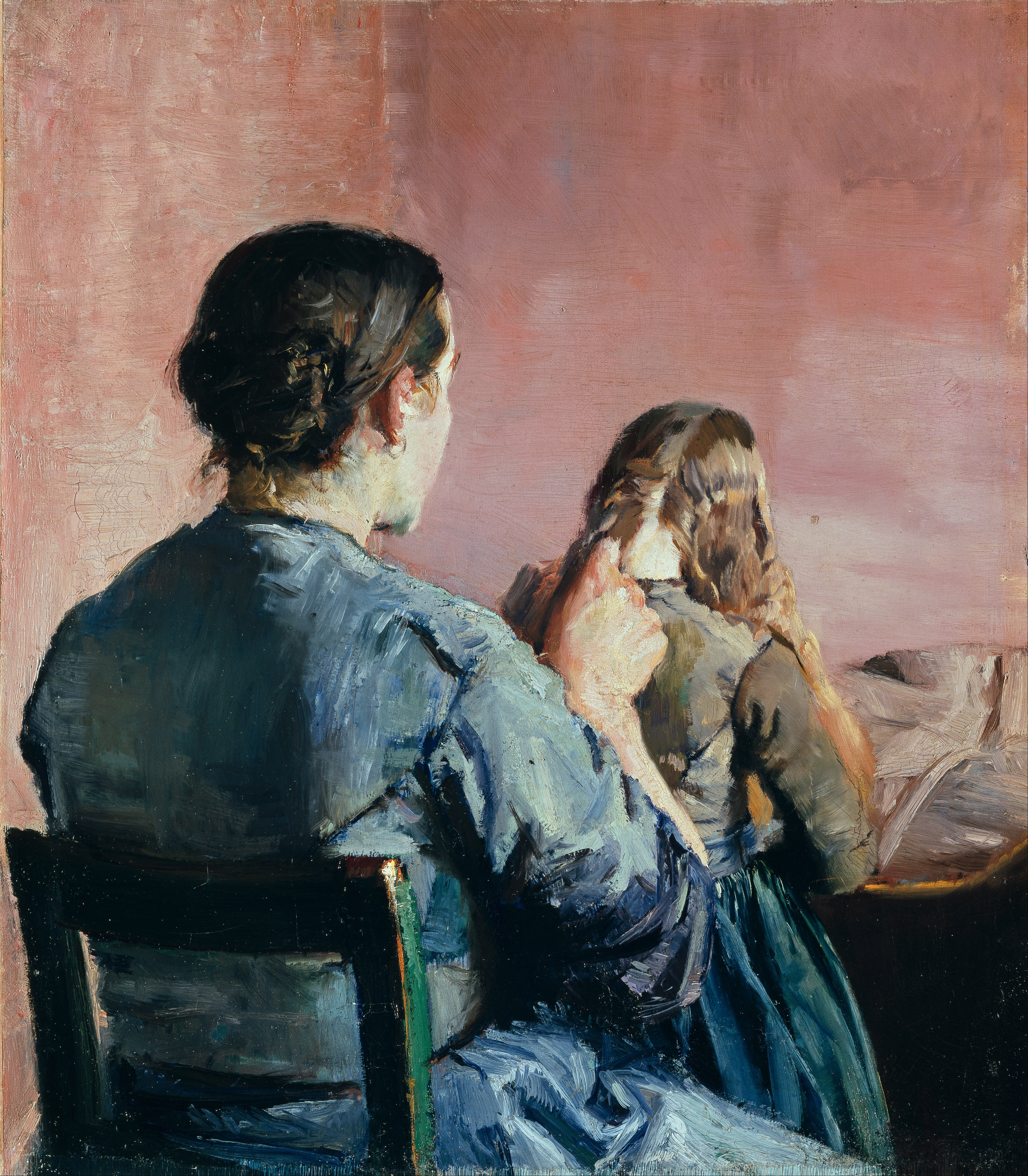
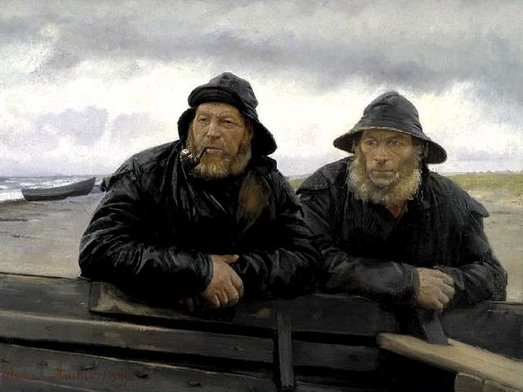
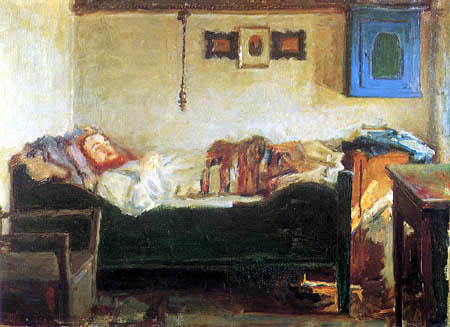
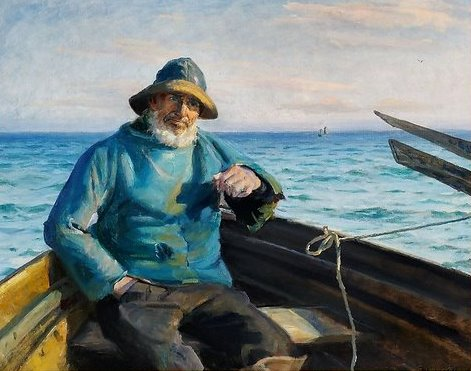
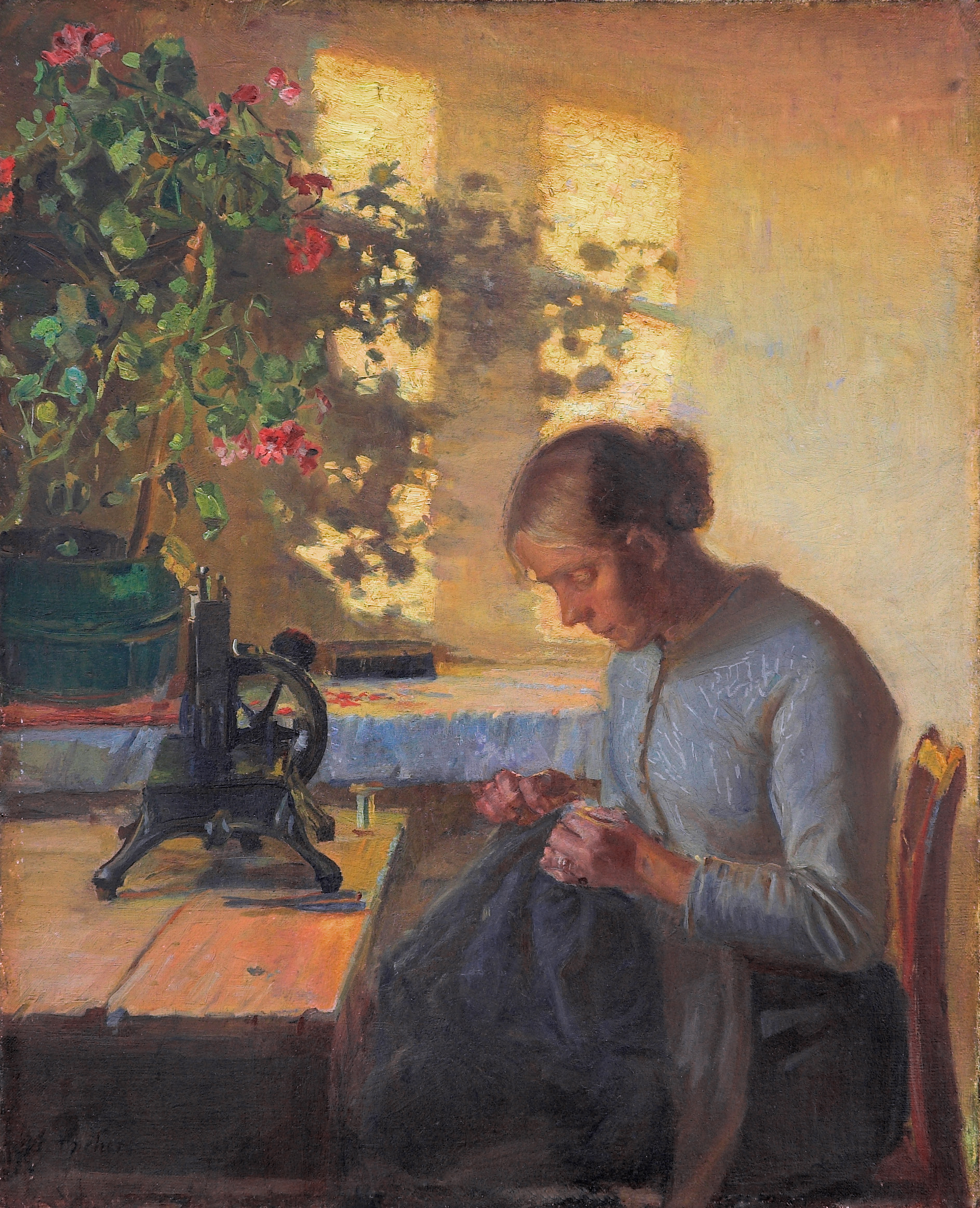
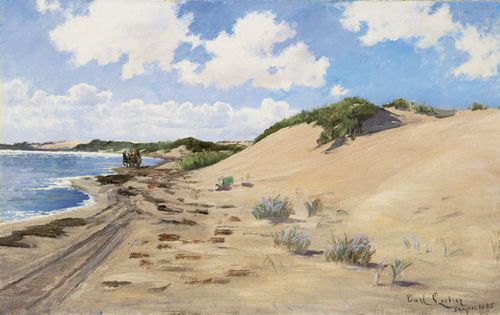
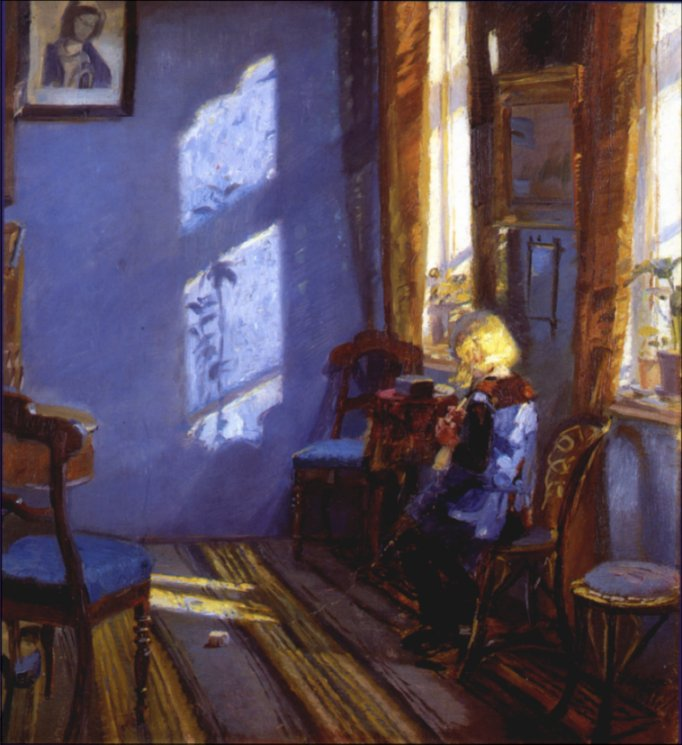
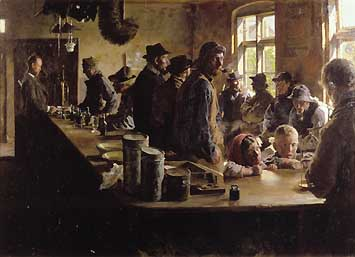
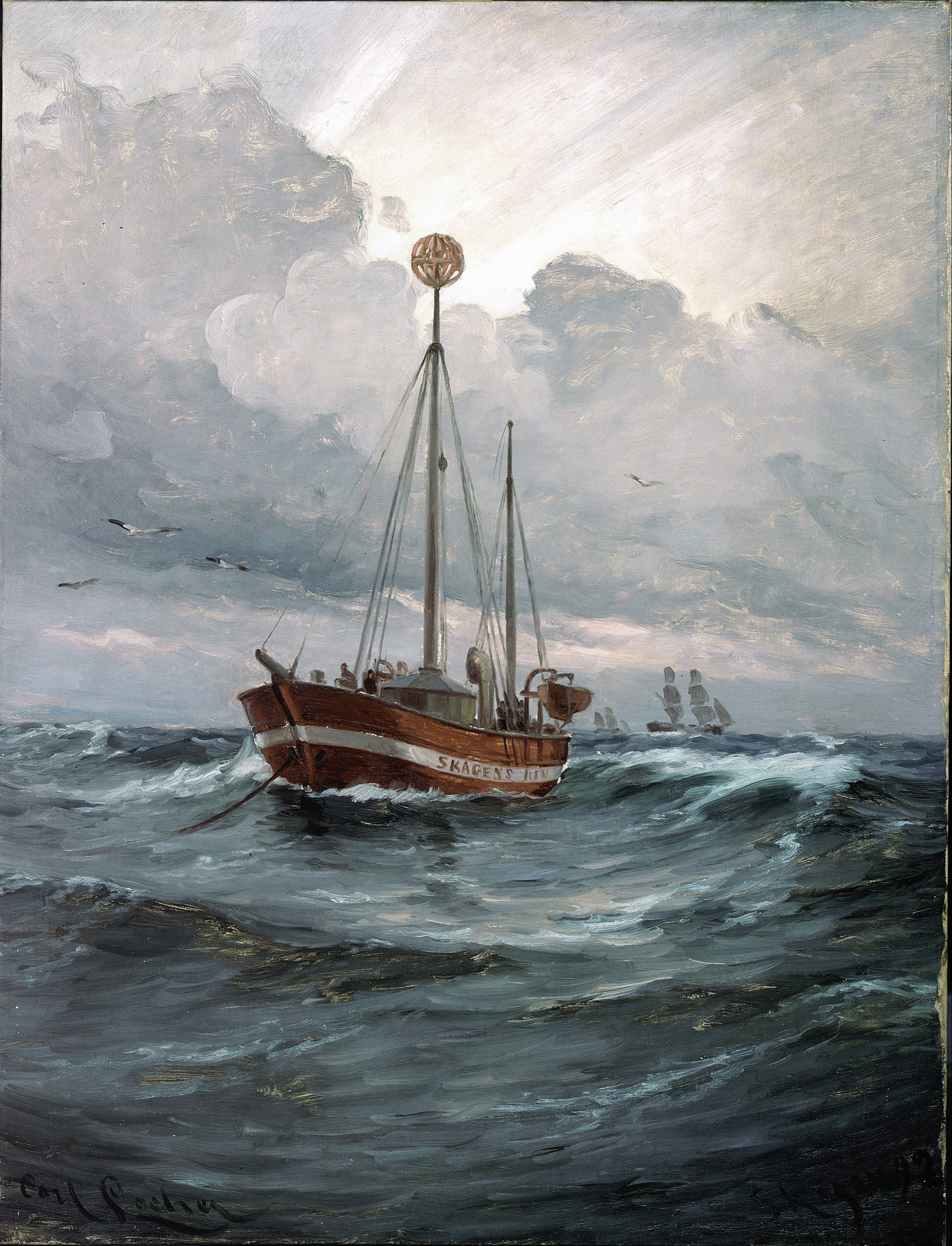
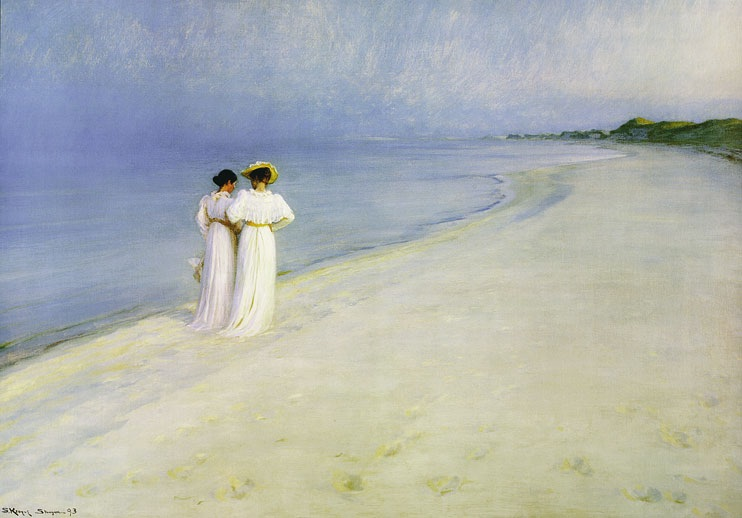
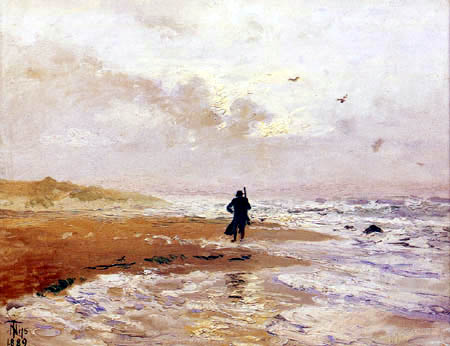
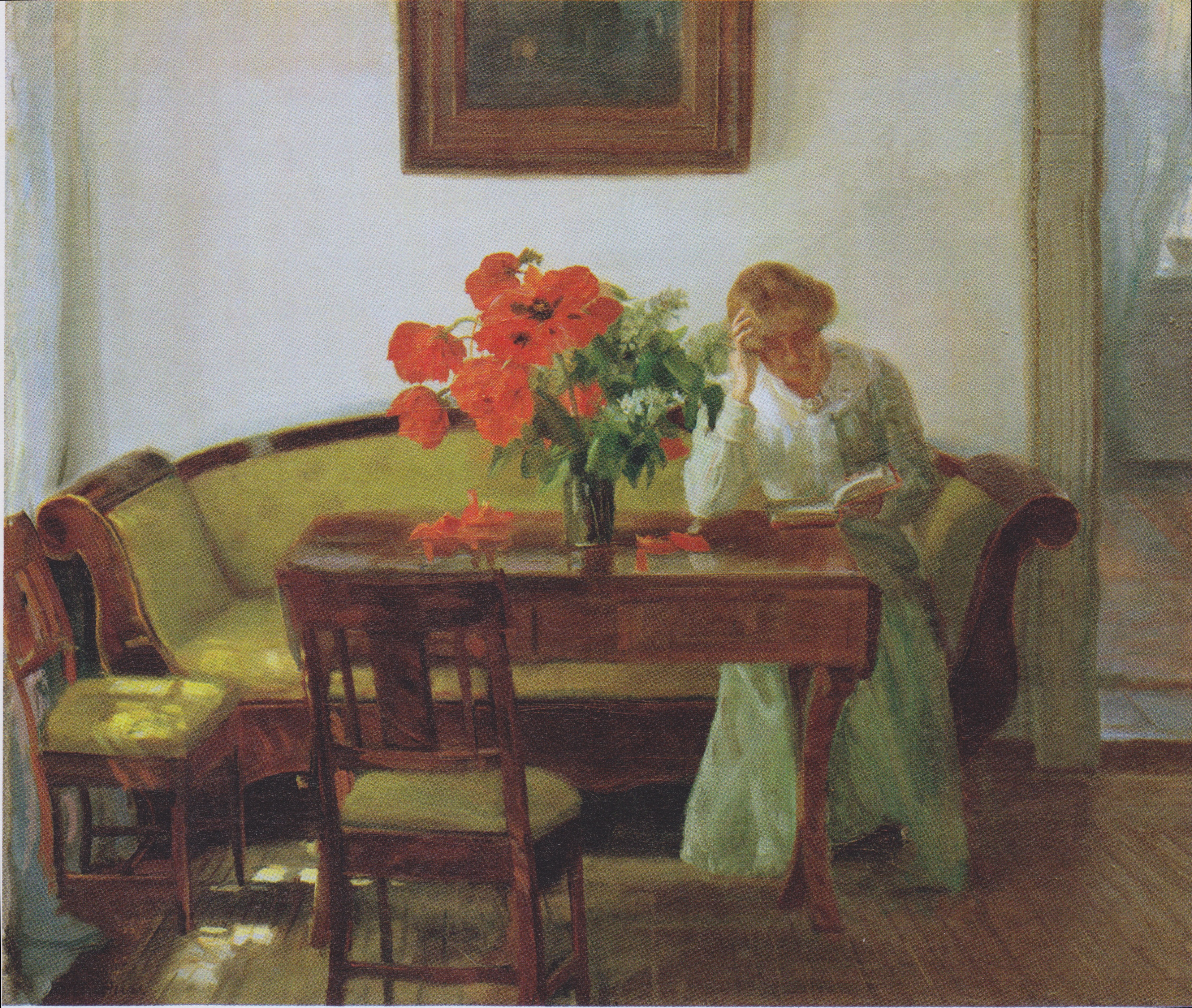
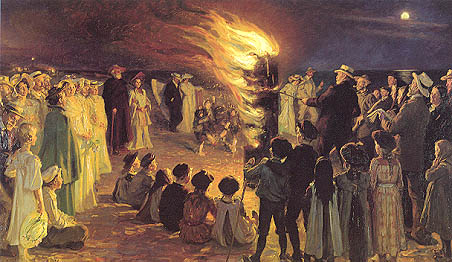
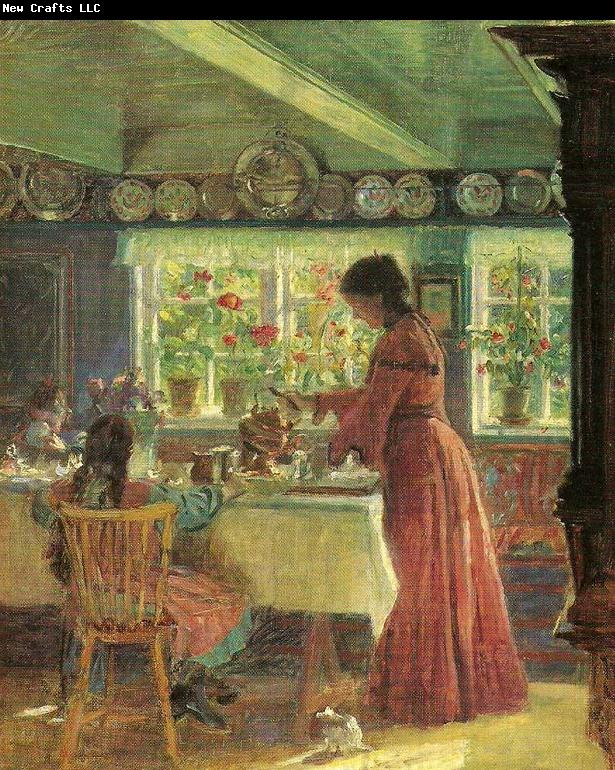
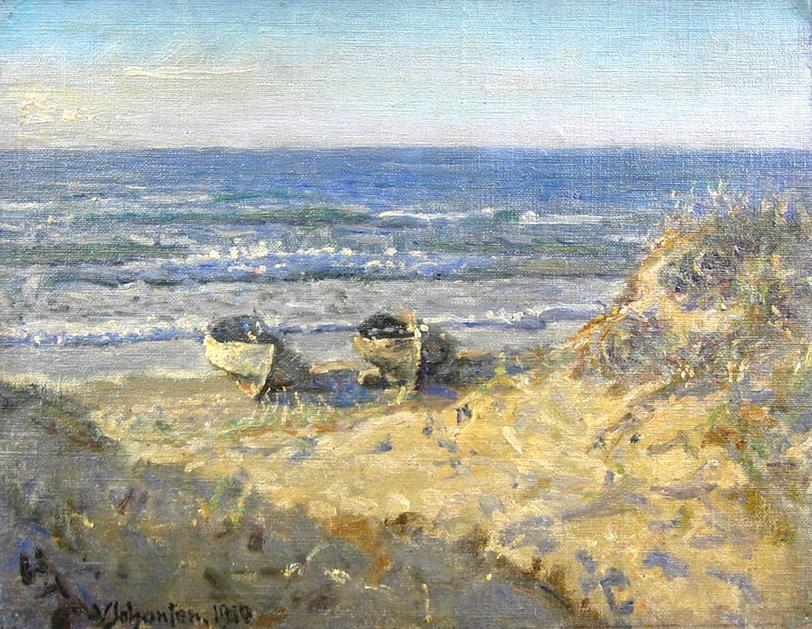
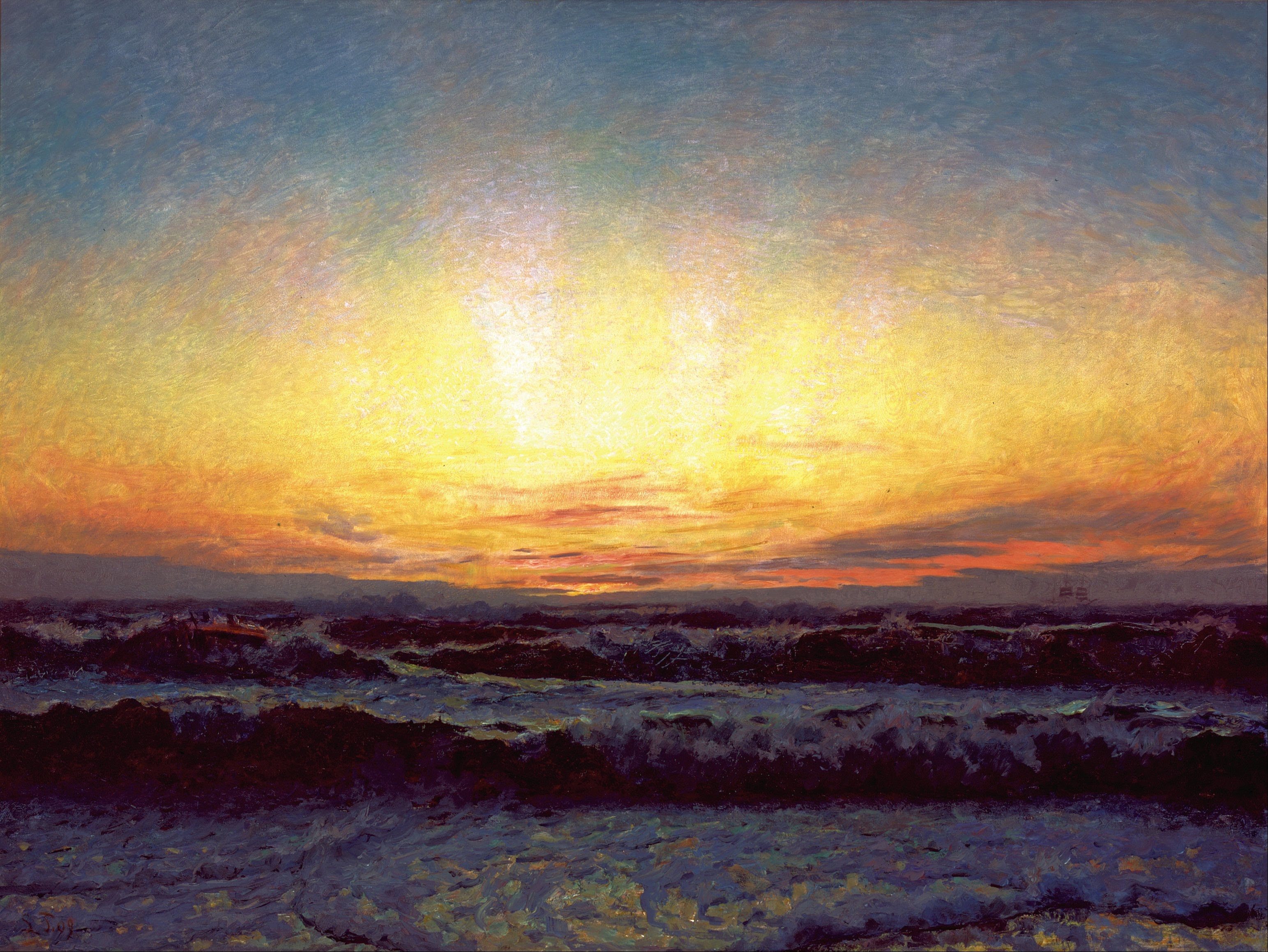